# Przymusowe lądowanie
Przymusowe lądowanie – druga część komiksu z serii Tajemnica złotej maczety autorstwa Władysława Krupki (scenariusz) i Jerzego Wróblewskiego (rysunki).

## Fabuła komiksu
Weteran drugiej wojny światowej pan Witold, pilot wojskowy, opowiada trzem chłopcom o przygodach wojennych tamtych dni. Rozpoczyna od napaści Niemców na Polskę we wrześniu 1939 roku. Pilotował on wtedy samolot "Łoś" i jako pierwszy podczas podniebnej walki zestrzelił nieprzyjacielskiego Messerschmitta. Bitwa rozegrała się 22 września 1939 roku nad Warszawą. Po kapitulacji porucznik Witold przez Rumunię, Bułgarię i Turcję udał się do Grecji. I tu w lutym 1940 roku rozpoczyna pracę w lotniczym przedsiębiorstwie transportowym. Pierwszy lot odbywa do Trypolisu w Libii i z powrotem do Grecji z ładunkiem pomarańczy. Pan Witold pracuje regularnie odbywając loty, aż pewnego dnia natrafia podczas lotu wraz z towarzyszącym mu nawigatorem na burzę piaskową gdzieś nad Afryką północną. Lecą starą Dakotą, kończy im się paliwo, dlatego lądują awaryjnie. Witold po naradzie rozstaje się ze swoim nawigatorem jeden rusza na północ drugi na południe, w drugim dniu marszu spotyka karawanę. Dowiaduje się, że znajduje się w Algierii, 1000 kilometrów od stolicy - Algieru. Dowódca karawany rozkazuje wracać do opuszczonego samolotu, tam ofiaruje Polakowi dalszą pomoc w dostaniu się do najbliższej osady.

## Nakład i wydania
- wydanie  I 1985 - "Sport i Turystyka", nakład: 200 300 egzemplarzy
- wydanie II 1989 - "Sport i Turystyka", nakład: 100 250 egzemplarzy